# Lundby (Södermanland)
Lundby is een plaats in de gemeente Nynäshamn in het landschap Södermanland en de provincie Stockholms län in Zweden. De plaats heeft 73 inwoners (2005) en een oppervlakte van 4 hectare.